# Vincent Badie
Vincent Badie (Béziers, 16 juli 1902 - Montpellier, 8 september 1989) was een Frans politicus.

## Biografie
Vincent Badie studeerde rechten. Hierna was hij als advocaat werkzaam te Montpellier. Hij was lid van de liberale Parti Radical-Socialiste (PRS, Radicaal-Socialistische Partij) en was van 1931 tot 1938 conseiller général (lid van de Generale Raad) van het kanton Montpellier en sinds 1938 was hij conseiller général van het kanton Gignac. Badie werd bij de parlementsverkiezingen van mei 1936 voor het departement Hérault in de Kamer van Afgevaardigden (Chambre des Députés). Daarnaast werd hij burgemeester van Paulhan (11 augustus 1938).
Vincent Badie stemde in zijn hoedanigheid van kamerlid op 10 juli 1940, na de Franse nederlaag tegen nazi-Duitsland, tegen het verlenen van volmachten aan maarschalk Philippe Pétain. De overgrote meerderheid van de kamerleden en senatoren stemden echter voor. Toen hij na afloop van de stemming de zaal verliet riep hij de woorden: "Ondanks alles, Leve de Republiek!" ("Vive la République quand même!"). Badie werd in 1941 als burgemeester van Paulhan ontslagen. Hij trad toe tot het verzet en werd daarop gearresteerd en naar het concentratiekamp Dachau gedeporteerd.
Vincent Badie kwam na de Tweede Wereldoorlog weer terug naar Frankrijk. Hij hervatte zijn werk als burgemeester van Paulhan en werd in de Franse Nationale Vergadering (Assemblée Nationale) gekozen.

## Minister
Van 20 oktober 1955 tot 1 februari 1956 was hij minister van Veteranen en Oorlogsslachtoffers in het kabinet van premier Edgar Faure (PRS). Hij trad in 1956, na een conflict met de partijleider van de PRS, Pierre Mendès France, uit de partij en sloot zich aan bij de parlementaire fractie Centre Républicain (CR, Republikeins Centrum). Van 14 mei tot 1 juni 1958 was hij minister van Veteranen en Oorlogsslachtoffers in het kabinet van premier Pierre Pflimlin (MRP).
Vincent Badie bleef nog tot 1971 burgemeester van Paulhan. Hij overleed op 87-jarige leeftijd, op 8 september 1989 te Montpellier (departement Hérault).